# تاکئو کیمورا
تاکئو کیمورا (انگلیسی: Takeo Kimura؛ ۱ آوریل ۱۹۱۸ – ۲۱ مارس ۲۰۱۰) یک کارگردان هنری، نویسنده، و کارگردان اهل ژاپن بود که فعالیتش را از سال ۱۹۴۵ میلادی آغاز کرد و بیش از ۲۰۰ فیلم را کارگردانی هنری کرد.